# Fothergilla major
Fothergilla major es una especie de arbusto de la familia Hamamelidaceae. Es originaria de los bosques y pantanos de los montes de Allegheny en el sudeste de los Estados Unidos.

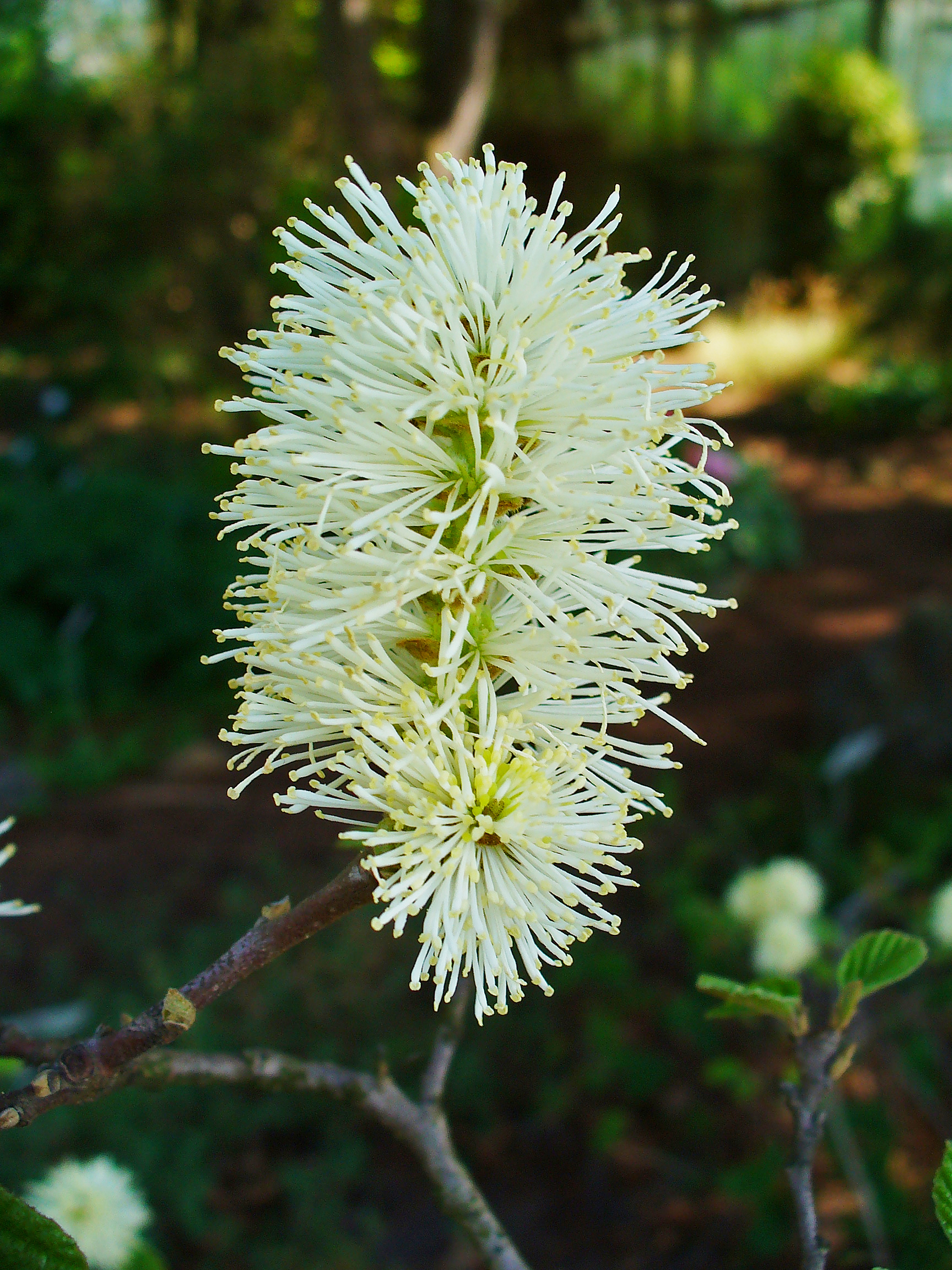
Inflorescencia en forma de cepillo

## Descripción
Se trata de un arbusto de hoja caducifolia que crece hasta los 2,5 m de altura con fragantes flores blancas que aparecen cepillos junto con, o antes, de las hojas brillantes. Las hojas suelen tener tonos brillantes de color rojo y naranja en el otoño.

## Taxonomía
Fothergilla major fue descrita por Conrad Loddiges y publicado en Botanical Cabinet; consisting of coloured delineations . . 16: pl. 1520. 1829.
Etimología
Esta planta lleva el nombre de John Fothergill (médico). Se ha ganado el Premio al Mérito Garden de la Royal Horticultural Society.
Sinonimia
- Fothergilla latifolia Pritz.
- Fothergilla monticola Ashe	[4]